# Babice nad Svitavou
Babice nad Svitavou (německy Babitz) jsou obec v okrese Brno-venkov v Jihomoravském kraji. Leží asi třináct kilometrů severovýchodně od Brna, v Drahanské vrchovině v nadmořské výšce 460 metrů. Žije v ní přibližně 1 400 obyvatel. Babice nad Svitavou sousedí s obcemi Březina, Řícmanice, Bílovice nad Svitavou, Kanice a Ochoz u Brna v okrese Brno-venkov a Habrůvka a Adamov v okrese Blansko.

## Název
Na vesnici bylo přeneseno původní pojmenování jejích obyvatel Babici. To bylo zřejmě odvozeno od jména vrchu Baba, který se nachází jihovýchodně od vesnice. Význam místního jména tak byl "lidé žijící pod Babou". Méně pravděpodobné je, že pojmenování obyvatel bylo odvozeno od osobního jména Baba (hanlivého pojmenování bázlivého muže) a místní jméno by pak znamenalo Babovi lidé. Přívlastek nad Svitavou se používá od roku 1960 (na odlišení od Babic u Rosic, které se územní reformou ocitly ve stejném okrese).

## Historie
První písemná zmínka o obci je uložena v moravských zemských deskách a pochází z roku 1365. V roce 1645 byla vesnice a v ní stojící tvrz vypálena švédskými vojsky, která dobývala Nový hrad. V letech 1807, 1824 a 1850 proběhly ve vesnici tři velké požáry.
Právo užívat znak a vlajku bylo obci uděleno rozhodnutím předsedy Poslanecké sněmovny Parlamentu České republiky dne 25. listopadu 2003.

## Obyvatelstvo
| Rok            | 1869 | 1880 | 1890 | 1900 | 1910 | 1921 | 1930  | 1950  | 1961  | 1970 | 1980 | 1991 | 2001 | 2011  | 2021  |
| -------------- | ---- | ---- | ---- | ---- | ---- | ---- | ----- | ----- | ----- | ---- | ---- | ---- | ---- | ----- | ----- |
| Počet obyvatel | 627  | 717  | 885  | 924  | 984  | 942  | 1 041 | 1 063 | 1 008 | 974  | 908  | 834  | 859  | 1 021 | 1 383 |
| Počet domů     | 96   | 111  | 118  | 126  | 146  | 154  | 204   | 267   | 241   | 248  | 246  | 286  | 299  | 352   | 469   |

## Doprava
Podél západního okraje správního území obce vede železniční trať Brno – Česká Třebová, na které se jihozápadně od vesnice nachází zastávka Babice nad Svitavou.

## Pamětihodnosti
- Farní kostel sv. Jana Křtitele z roku 1448
- Alexandrova rozhledna tyčící se v lese na severozápadě katastru obce nad sousedním Adamovem
- busta Josefa Hybeše
- Pomník Rudé armády
- Buk v Babickém lese (též Kanický buk) – Blízko kraje lesa severně od Kanic. Od silnice k Babicím lesní cestou podél kraje lesa asi 300 metrů doprava. Do roku 2017 památný strom, 300letý veterán s obvodem boulovatého kmene 5 metrů. Před rokem 2009 odumřel, torzo leží na zemi.

## Osobnosti
- Jaroslav Marcha (1880–1961), básník, politik,
- Jiří Olejníček (*1937), operní pěvec,
- František Pokorný (1902–1972), výtvarník,
- Josef Krejčiřík (1922–2001), malíř a grafik.
- Augustin Sehnal (1868–1920), politik.

## Galerie

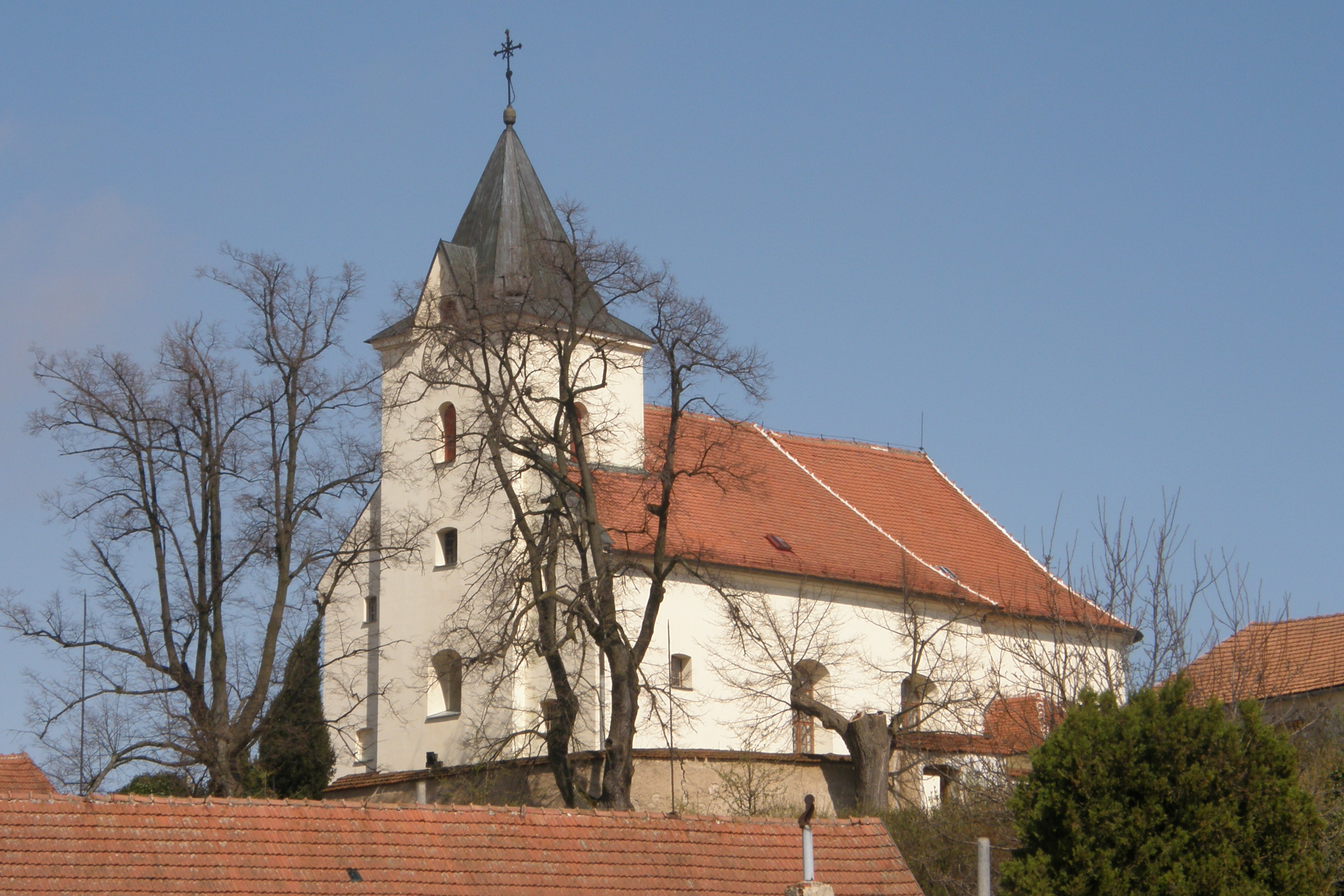
Kostel svatého Jana Křtitele
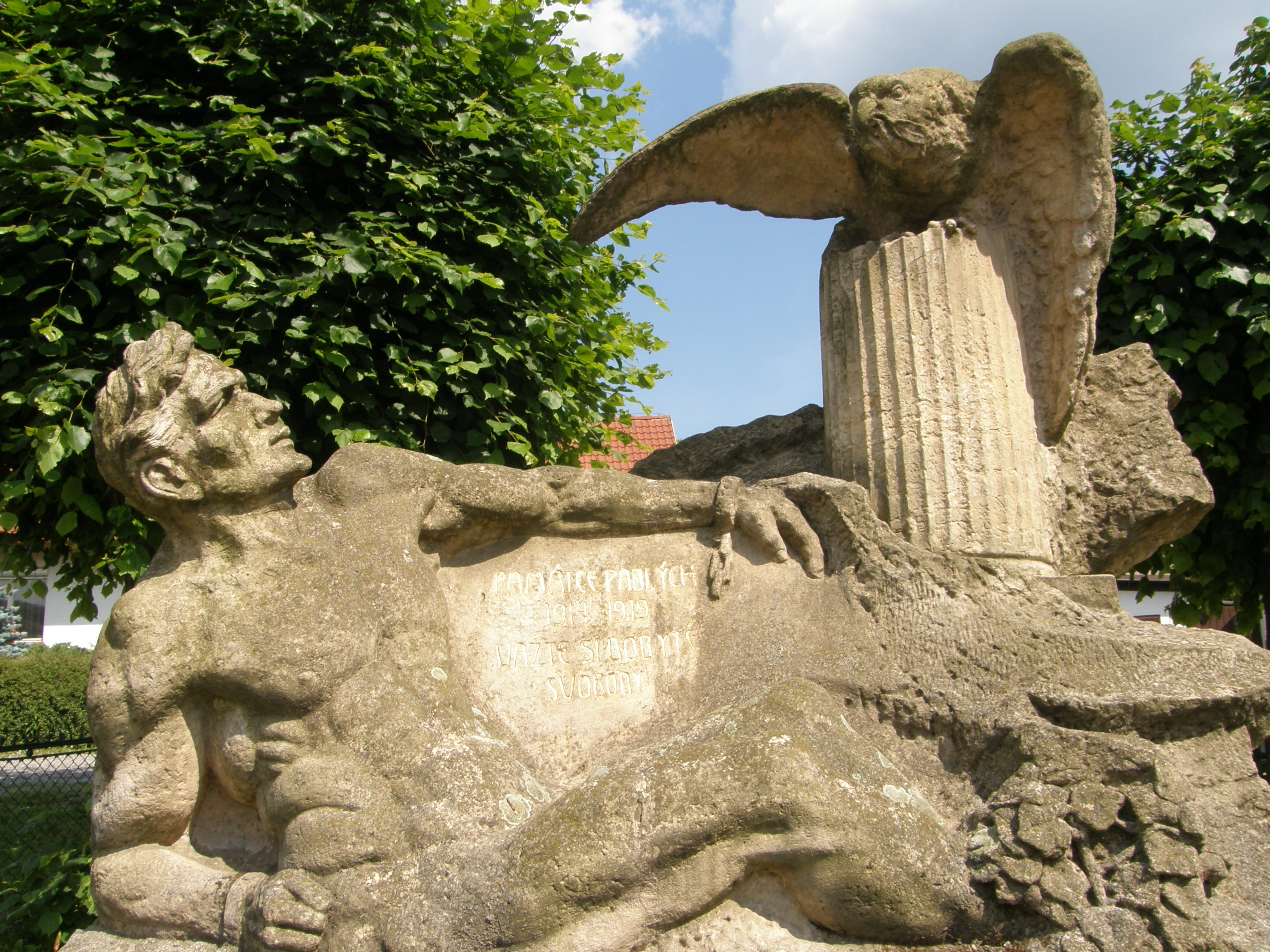
Pomník obětem první světové války
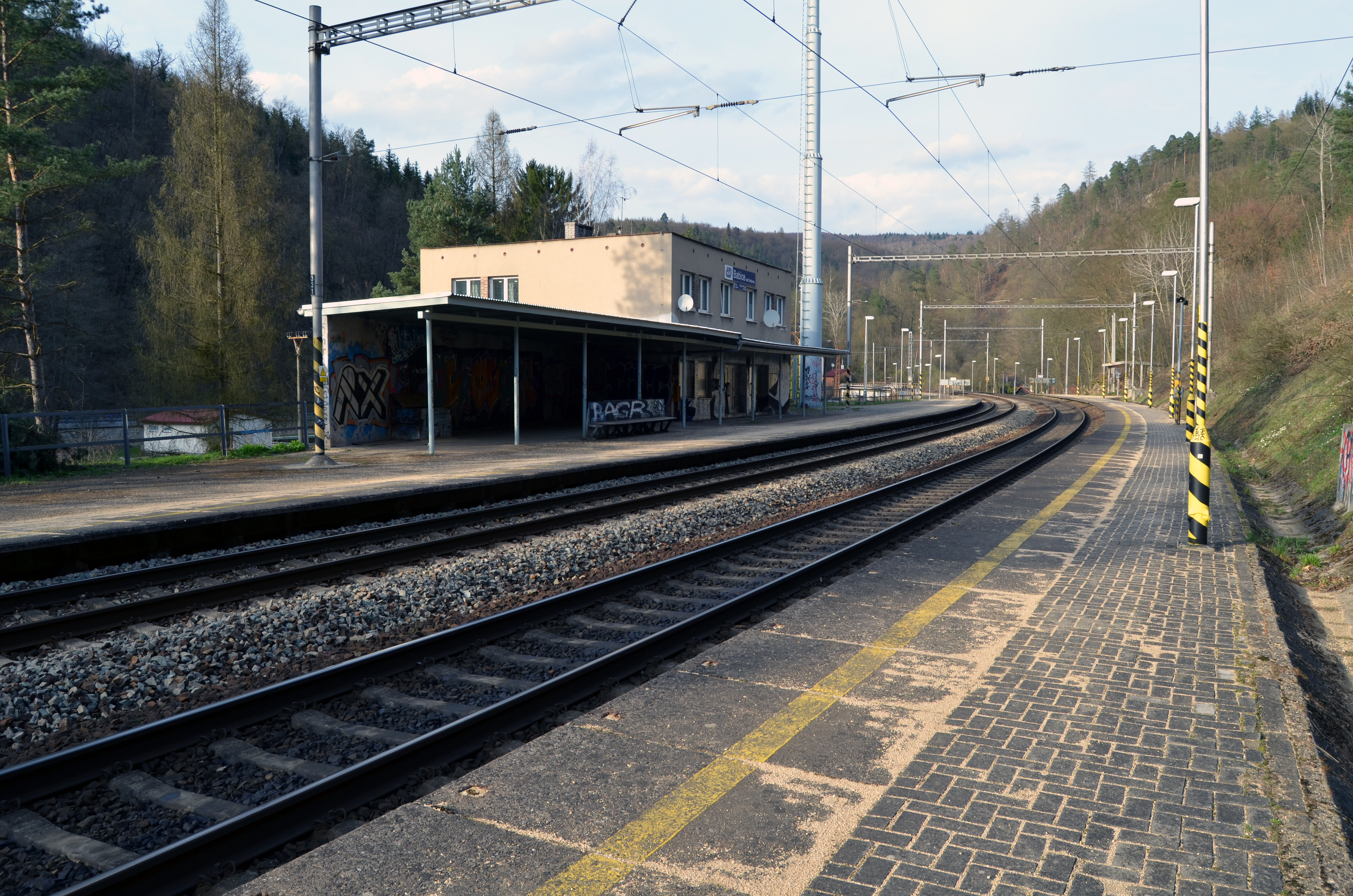
Železniční zastávka
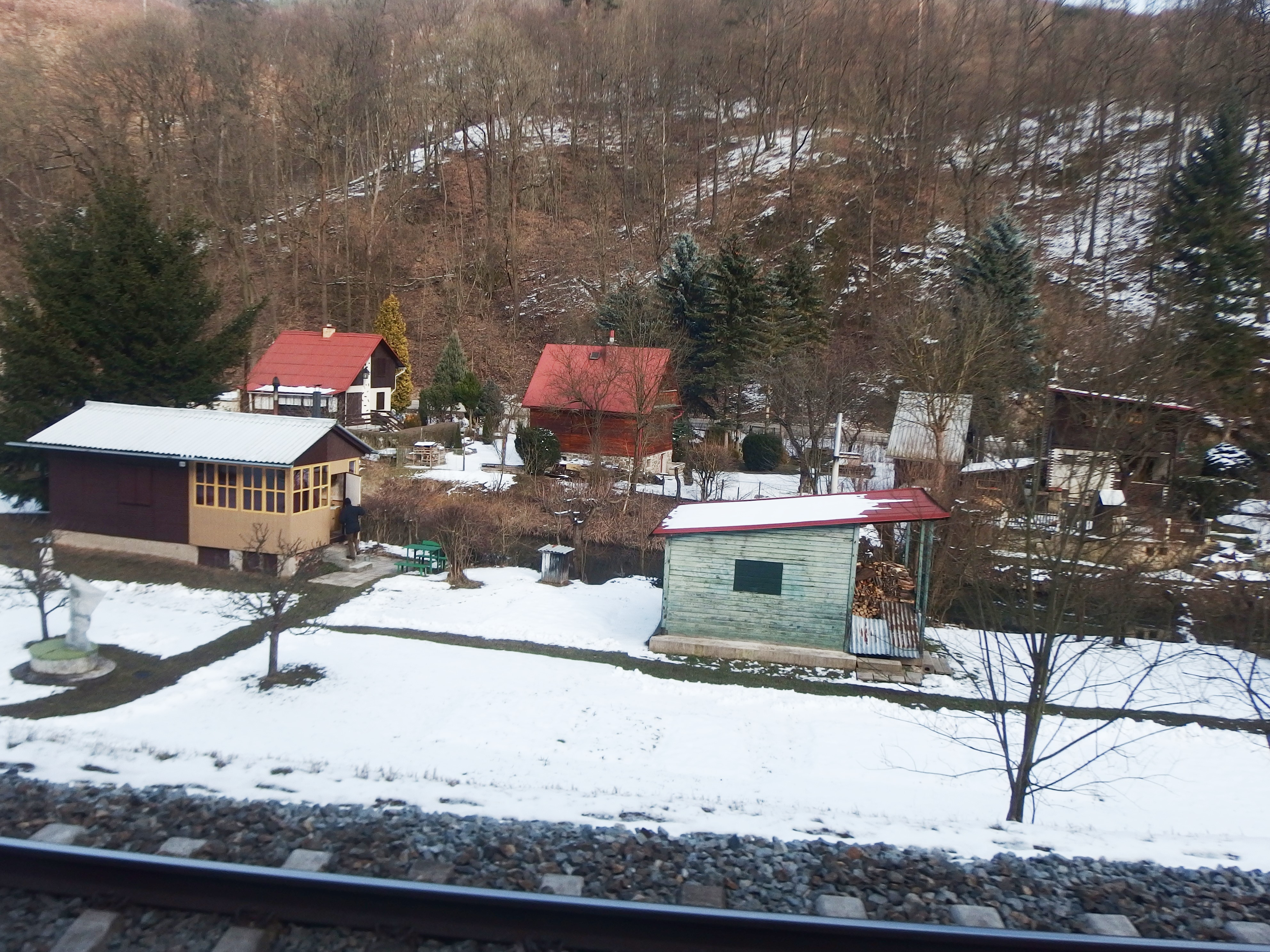
Chaty při řece Svitavě
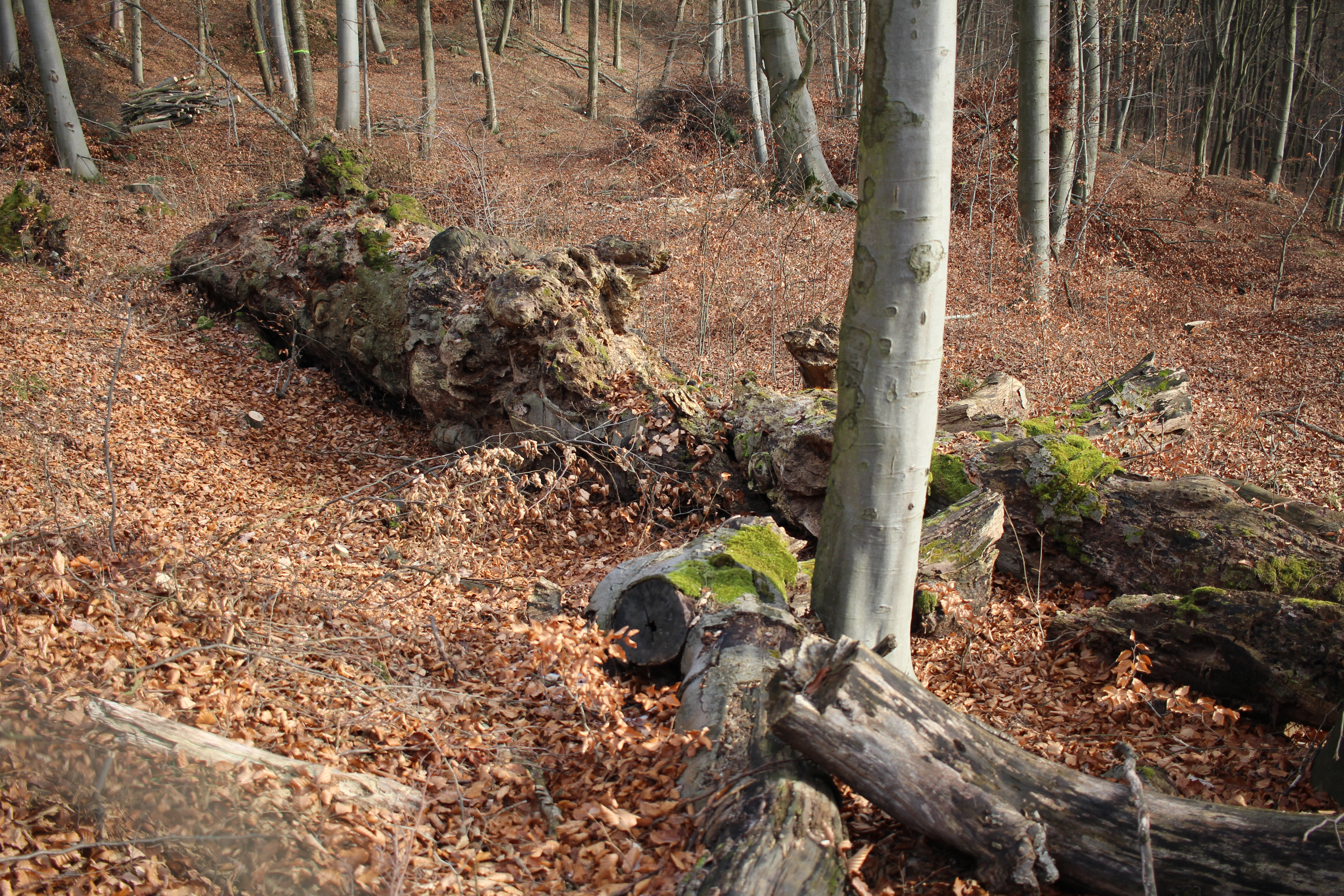
Kanický buk